# Trine Troelsen
Trine Bach Troelsen (født 2. maj 1985 i Skjern) er en tidligere dansk håndboldspiller, der spillede venstre back og til tider playmaker.

## Karriere

### Klubhold
Troelsen begyndte med at spille håndbold i Skjern, men skiftede tidligt til Viborg Håndboldklub, for hvem hun som ganske ung fik debut i Håndboldligaen i 2003. Imidlertid var det med dette holds mange stjernespillere svært for hende at få tilstrækkeligt med spilletid, selv om hun allerede i sin første sæson snusede til international håndbold via klubbens kampe i EHF Cuppen. Da SK Aarhus oprustede i 2007 valgte Trine Troelsen at skifte til denne klub, og her fik hun sit store gennembrud. Hun blev snart en af de bærende spillere på holdet. Med SK Aarhus' skrantende økonomi valgte hun dog at skifte til FC Midtjylland ved årsskiftet 2009/10, skønt hun i FCM indledningsvis måtte spille som amatør, da denne klub også havde økonomiske vanskeligheder og ikke havde lov til at skrive kontrakter.
Da FC Midtjylland fik en bedre økonomi, blev også råd til flere gode bagspiller, og der blev mindre spilletid til Troelsen. Hun valgte så i 2014 at skifte til franske Toulon Saint-Cyr Var Handball, hvor hun dog blot var i én sæson, inden hun vendte hjem til den danske ligaklub Silkeborg-Voel KFUM. I 2017 valgte Troelsen at vende tilbage til FC Midtjylland, som nu hed Herning-Ikast Håndbold. Her afsluttede hun sin karriere i 2019.

### Landshold
Allerede i foråret 2006 havde hun fået sin debut på landsholdet i en kamp mod Rusland, og hun var med i til EM samme år. Da der indtraf et generationsskift på landsholdet, hvor blandt andet spillere som Katrine Fruelund, Rikke Skov og Mette Sjøberg stoppede, stod Troelsen for tur, og hun blev snart en af de sikre spillere i truppen. Ved VM i 2009 blev hun holdets topscorer med 44 mål og en vigtig brik på vejen til femtepladsen i turneringen.